# Gottfried Sperl
Gottfried Sperl (* 12. August 1954 in Judenburg, Steiermark) ist ein österreichischer Politiker der Freiheitlichen Partei Österreichs (FPÖ). Vom 14. November 2017 bis zum 16. Dezember 2019 war er vom Landtag Steiermark entsandtes Mitglied des Österreichischen Bundesrates, von 2010 bis 2014 war er Bürgermeister der Gemeinde Frojach-Katsch.

## Leben
Gottfried Sperl besuchte nach der Volksschule in Frojach und der Hauptschule in Murau von 1969 bis 1972 die Handelsschule in Graz. 1972/73 absolvierte er den Präsenzdienst, ab 1974 besuchte er das Bundesrealgymnasium für Berufstätige (BRGfB) an der Theresianischen Militärakademie in Wiener Neustadt, wo er 1977 maturierte und 1980 die Berufsoffiziersausbildung abschloss und als Leutnant ausgemustert wurde. Anschließend war er Berufsoffizier des Österreichischen Bundesheeres beim Militärkommando Oberösterreich und am Fliegerhorst Vogler in Hörsching stationiert. 2004 wurde er zum Oberst befördert, 2016 ging er in den Ruhestand.

## Politik
Gottfried Sperl war von 1989 bis 1999 Mitglied des Gemeinderates der Marktgemeinde Hörsching, von 2005 bis 2010 gehörte er dem Gemeinderat der Gemeinde Frojach-Katsch an, wo er von 2010 bis 2014 auch Bürgermeister war. Seit 2015 ist er Gemeinderat der fusionierten Gemeinde Teufenbach-Katsch. Bis März 2016 war er außerdem FPÖ-Bezirksparteiobmann im Bezirk Murau.
Im November 2017 wurde er vom Landtag Steiermark in den Österreichischen Bundesrat entsandt. Er folgte damit Arnd Meißl nach, der in den Landtag Steiermark wechselte. Nach der Landtagswahl 2019 schied er mit 16. Dezember 2019 aus dem Bundesrat aus.